# Marie-Louise Hänel Sandström
Anne Marie Louise Hänel Sandström, född 18 oktober 1968 i Västra Frölunda församling, Göteborgs och Bohus län, är en svensk politiker (moderat). 
Sedan riksdagsvalet 2018 är hon invald riksdagsledamot för Göteborgs kommuns valkrets. Hon är ledamot i utbildningsutskottet.